# Paul Tenngart
Paul Gunnar Tenngart, född 27 februari 1972, är en svensk författare och litteraturvetare.

## Biografi
Tenngart disputerade 2002 på en avhandling om den svenske 1950-talspoeten Paul Anderssons diktning. Han är docent i litteraturvetenskap och har forskat om svensk och fransk poesi, i synnerhet efterkrigstidens poesi i Sverige, och bland annat skrivit om Charles Baudelaires banbrytande diktsamling Les Fleurs du Mal.
2016 utgav han Livsvittnet Majken Johansson som recenserades av Per Svensson som "en ambitiös, gedigen och uppslagsrik studie i det intrikata sambandet mellan en kanoniserad poets biografi och hennes litterära texter."
Paul Tenngart har flera gånger deltagit i SVTs TV-program Kulturfrågan Kontrapunkt, senast 2024.